# Casa consistorial de Alcoy
La casa consistorial de Alcoy (Alicante), Comunidad Valenciana, España sito en la plaza de España número 1, es un edificio del arquitecto Jorge Gisbert Berenguer construido a mediados del siglo XIX en estilo neoclásico. 
Al igual que la plaza de Dins, este edificio se construyó tras la desamortización sobre el solar del antiguo convento de San Agustín, que fue derribado durante la guerra civil española. 

## Descripción
Se trata de un edificio en esquina de cuatro plantas, con tres fachadas de sillería y balcones de fundición, con fachada principal a la plaza de España, centro civil de la ciudad. 
La doble puerta de acceso se sitúa en el eje desde el que se accede a un gran vestíbulo de donde arranca la escalera principal, cuya caja sobresale del último piso, cerrada superiormente por claraboyas con vidrieras de colores. 
La fachada, simétrica y compuesta por huecos ordenados jerarquizados verticalmente, pilastras, guardapolvos, balaustradas, etc, se rompe en un lateral mediante una torre bajo la que transcurre un pasaje que une las plazas de España y de Dins.